# Josephinenhütte

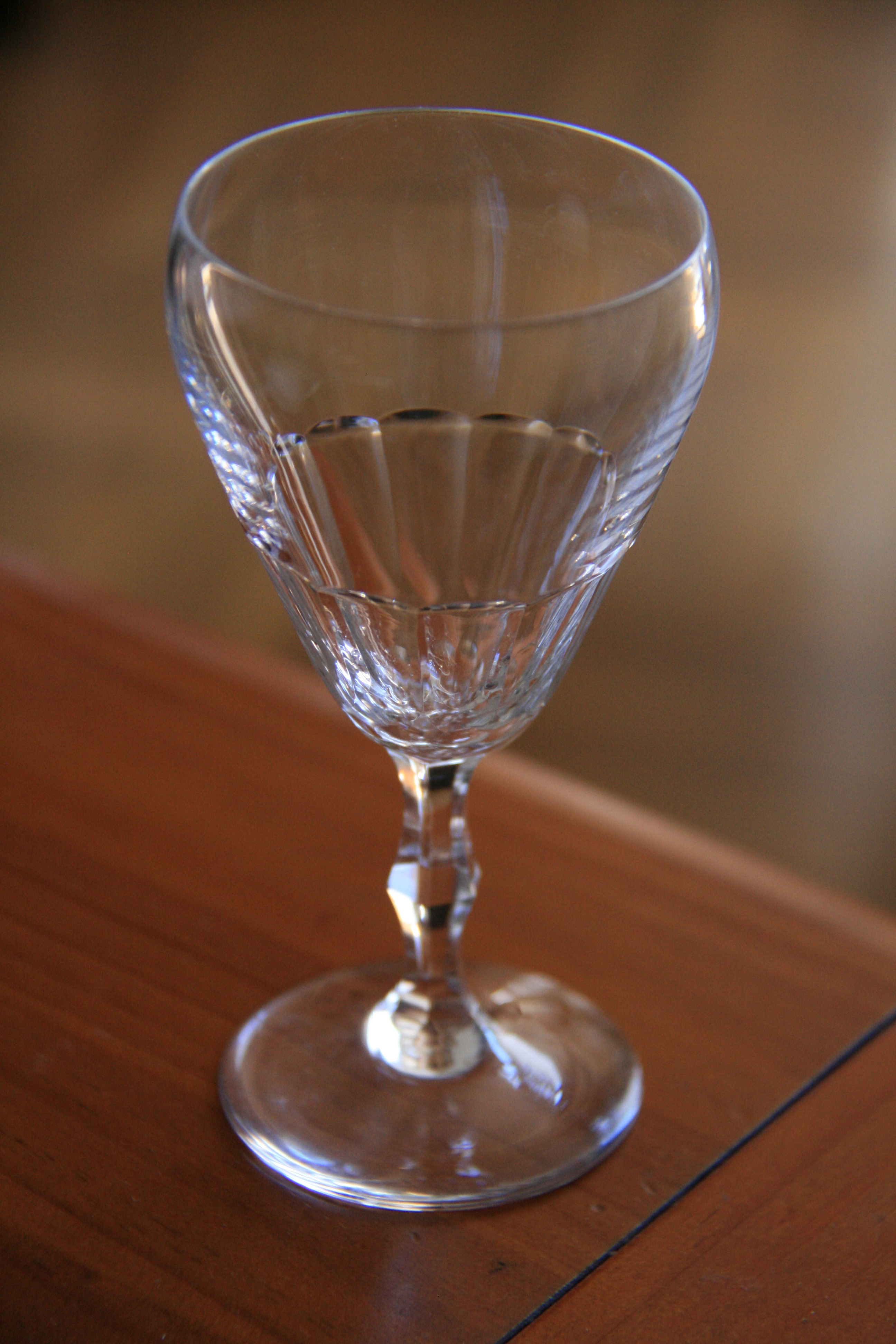
Copa de cristal tallado de Josephinenhütte

La marca Josephinenhütte (a veces denominada también como Josephinen Hütte) fue una empresa de vidrio inicialmente alemana. Quedó dividida en dos secciones por la Segunda Guerra Mundial, siendo la de mayor tamaño la ubicada en Polonia (Silesia) denominada a partir de 1958 como "Glashütte Julieta" ("Huta Julia"). En el año 1983 se produjo el cierre definitivo de su factoría Schließung en el Schwäbisch Gmünd. La producción se centraba en piezas de alta calidad de copas y recipientes domésticos. 

## Historia
La fundación de la empresa se produce en el año 1842 en la ciudad de Schreiberhau (en la actualidad Szklarska Poręba en Polonia) gracias a los intentos del maestro vidriero Franz Pohl (1813-1884) y acuerdos del conde Leopold von Schaffgottsch. El nombre de la compañía es honor de la esposa del conde. En el año 1843 se produce una fusión con la compañía cristalera Karlsthalhütte (procedente del norte de Bohemia) a partir de este año aparece con el nombre: Josephinenhütte. La trayectoria de la producción cristalera de la compañía fusionada a finales del siglo XIX es tal, que ganan varios premios en certámenes internacionales: en 1844 ganan una medalla de oro en una exposición en Berlín que incluía vidrios con filigrana, en 1851 medalla de oro en Londres sus vidrios de colores. En 1863 se produce otra fusión con Glashütte. 
En el año 1923 se produce otra fusión con la empresa de Fritz Heckert en Petersdorf. Este año se cierran otras fusiones con la empresa de Hermsdorf Neumann & Staebe, ambas crean "JoHeKy“ pasando a denominarse "Josephinenhütte A.G. JO-HE-KY", un juego de palabras entre Josephinenhütte, Fritz Heckert y Neumann Staebe (Hermsdorf/Kynast, Kynast- Kristall). Durante la Segunda Guerra Mundial sólo se paró la producción durante dos semanas. No obstante, este incidente bélico, escindió la empresa en dos secciones. 

### Sección polaca en Silesia
En el año 1946, tras el conflicto bélico en Europa, gran parte del equipamiento productivo quedó en el lado polaco de la ciudad de Petersdorf bajo el dominio de la Unión Soviética. La producción continuó con su tónica de calidad en esta sucursal, pero la fábrica Josephinenhütte de Huta se dio a conocer popularmente con el nombre de Józefina. Gran parte de los trabajadores eran alemanes, siendo además el ingeniero alemán B. Krahl, uno de los continuadores de la producción. Al principio la producción polaca tuvo ciertos problemas técnicos que fue resolviendo poco a poco 
En 1958 tras perder una demanda contra los antiguos propietarios por el uso ilegal del nombre de la marca "Josephinenhütte", la denominación fue cambiada a "Glashütte Julieta" ("Huta Julia").
Finalmente en el año 2000 Glashütte Julia en Schreiberhau se cerró, y la factoría de Hütte fue financiada durante algún tiempo con capital americano. En 2006 la factoría de Kristallglashütte Julia producía sólo en Petersdorf(Piechowice)  firmaba sus productos con la denominación: "Julia Crystal". En 2007 la factoría cerró.

### Sección alemana en el Schwäbisch Gmünd
En el año 1945 la familia del conde Schaffgottsch (1914-1997) tuvo que abandonar Polonia y emigrar a Alemania Occidental. Tras diversas estancias en el año 1951 la familia decide establecerse definitivamente en el Schwäbisch Gmünd (cercano a Stuttgart). Allí se encuentra con una gran colonia de trabajadores del cristal. Con estos trabajadores en el año 1951 comienza la producción de Josephinenhütte en el Schwäbisch Gmünd. Durante el periodo 1952–1976 el conde Von Schaffgottsch se convierte en el director de la produciión alemana de Josephinenhütte. En el año 1963 es comprada por la empresa Villeroy und Boch. En el año 1978 se deja de emplear la etiqueta dorada con el diamante característica de sus productos. En 1983 se cierra la factoría de Josephinenhütte en Schwäbisch Gmünd